# Лизинг (Виена)
 Тази статия е за окръга на Виена.  За финансовия термин вижте Лизинг.  
Лизинг (на немски: Liesing) е двадесет и третият окръг на Виена. Населението му е 106 299 жители (по приблизителна оценка от януари 2019 г.).

## Подразделения
- Ацгерсдорф
- Ерлаа
- Инцерсдорф
- Калксбург
- Лизинг
- Мауер
- Родаун
- Зибенхиртен